# ʻĀloʻi
Cet article possède un paronyme, voir Aloi.

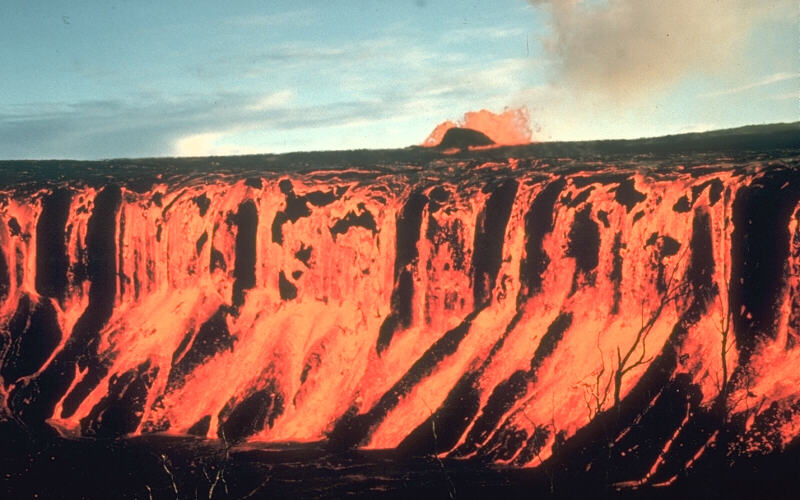
Cascades de lave d'environ 25 mètres de hauteur se déversant dans le cratère de ʻĀloʻi le 30 décembre 1969 ; la fontaine de lave du Mauna Ulu se trouve au dernier plan et mesure environ 30 mètres de hauteur.

Le 'Ālo'i est un lac de lave solidifié et un ancien cratère volcanique des États-Unis situé à Hawaï, sur les flancs du Kīlauea.

## Géographie
Le ʻĀloʻi est situé dans l'archipel d'Hawaï, dans le sud-est de l'île du même nom. Il se trouve sur les flancs du Kīlauea, sur le rift Est, au sud-est de la caldeira sommitale, à 992 mètres d'altitude. Il est entouré par des cônes et cratères volcaniques : le Mauna Ulu à l'est, le Puʻu Huluhulu au nord-est et le Pauahi au nord-ouest. Administrativement, il fait partie du district de Puna du comté d'Hawaï, dans l'État américain du même nom.
Il s'agit d'un lac de lave solidifié dont la lave n'est pas issue d'une de ses éruptions mais provient du Mauna Ulu actif de 1969 à 1974. Situé en bas de son flanc occidental, sa surface qui forme une dépression peu marquée est néanmoins surélevée par rapport aux terrains environnants.

## Histoire
Le ʻĀloʻi tire son nom du cochon favori de Kahawali. Ce dernier est chassé de son cratère vers la mer par la déesse Pélé après avoir refusé de faire une course avec elle alors qu'elle a pris la forme d'une coulée de lave.
Jusqu'en 1969, il se présente sous l'aspect d'un cratère en forme de puits grossièrement circulaire. La Chain of Craters Road longe alors son rebord sud, offrant aux visiteurs du parc national des volcans d'Hawaï un panorama sur le cratère, et un petit sentier en part pour rejoindre et gravir le Puʻu Huluhulu. Le 24 mai 1969, le Kīlauea entre en éruption sur le rift Est et donne naissance au Mauna Ulu. Celui-ci rejette de grandes quantités de lave qui noient les environs sous les coulées. Étant situé à proximité du lieu de l'éruption, le ʻĀloʻi se remplit partiellement de lave le 30 décembre 1969 puis totalement le 24 avril 1970,. Les coulées qui s'y déversent le font sous la forme de cascades de lave de 24 mètres de hauteur au maximum. Il est le second lac de lave perché du Mauna Ulu après celui du ʻAlae complètement rempli le 20 octobre 1969,. Lorsque la lave qui s'écoule du cratère sommital du Mauna Ulu se déverse dans le ʻĀloʻi, la croute solidifiée du lac de lave est soulevée par en dessous. Ainsi, à chaque débordement du lac, des lambeaux de lave s'accumulent sur son pourtour et se solidifient, construisant peu à peu un talus qui rehausse le niveau du lac de lave. Depuis la fin de l'éruption, ce niveau du lac de lave du ʻĀloʻi se trouve ainsi à 80 mètres au-dessus du rebord de l'ancien cratère. Sa surface forme néanmoins une légère dépression en raison de la rétractation de la lave lors de sa solidification.